# Karl Thopia
Karl Thopia, född ca. 1335/1340, död 1388, kung i det medeltida albanska principatet Arberien från år 1359 till 1388.

### Fotnoter
1. ↑  A. Pellizzato. Ateneo Veneto: revista di scienze, lettere ed arti. Venedig 1908. sid. 20
2. ↑  Miranda Vickers. Shqiptarët - Një histori moderne. sid 18